# Gérald Piaget
Gérald Piaget (... – 7 febbraio 2006) è stato un cestista svizzero.

## Carriera
Con la Svizzera ha partecipato alle Olimpiadi del 1948, disputando 3 partite.